# Canción para la Navidad
Canción para la Navidad es el primer sencillo del cantautor español José Luis Perales, siendo Rafael Trabucchelli† el director de producción. Fue publicado en 1974 por la discográfica española Hispavox (completamente absorbida por EMI en 1985), e incluido en el segundo álbum de estudio del cantautor intitulado El pregón.
Fue compuesta como balada romántica. Perales le canta a un marinero pidiéndole que suspenda sus labores pues ha llegado la Navidad.

## Lista de canciones
| Canción para la Navidad |                           |          |  |
| N.º                     | Título                    | Duración |  |
| 1.                      | «Canción para la Navidad» |          |  |
| 3:50                    |                           |          |  |

## Créditos y personal

### Músicos
- Arreglos y dirección de orquesta: Juan Márquez

### Personal de grabación y posproducción
- Todas las canciones compuestas por José Luis Perales
- Compañía discográfica: Hispavox
- Productor Musical: Rafael Trabucchelli†

### Créditos y personal
- «DISCOGRAFÍA - EL PREGÓN». joseluisperales.net. 2012. Archivado desde el original el 26 de abril de 2012. Consultado el 15 de enero de 2013.

- Datos: Q16542430